# Commonwealth Scientific and Industrial Research Organisation
Le Commonwealth Scientific and Industrial Research Organisation ou CSIRO (Organisation fédérale pour la recherche scientifique et industrielle en français) est l'organisme gouvernemental australien pour la recherche scientifique. Il a été fondé en 1916 sous le titre originel d'Advisory Council of Science and Industry.

## Description
La mission du CSIRO est d’améliorer la qualité de la vie ainsi que de contribuer à la performance tant économique que sociale des industries australiennes.
En 2009, le CSIRO compte soixante sites en Australie et à l’étranger et emploie plus de 6 000 personnes.
Les plus grandes découvertes du CSIRO concernent l’invention du microscope à absorption spectroscopique, le développement du premier billet de banque au polymère, invention du répulsif à insecte Aerogard et la réussite de l’introduction de certains agents du contrôle biologique en Australie comme l’introduction de la myxomatose et du calicivirus du lapin pour le contrôle des populations de lapin.

## Histoire
Au début du XXIe siècle, le CSIRO s’est engagé dans la défense de ses brevets dans l’utilisation de technologies sans fil utilisées par de nombreux ordinateurs portables. Une action en justice collective a été lancée contre Microsoft, Apple et Dell pour obtenir le paiement de royalties pour l’utilisation de brevets déposés par le CSIRO en 1996. En octobre 2009, le CSIRO a obtenu un dédommagement, à l'amiable, de 200 millions de dollars américains.
En octobre 2005, la revue Nature a annoncé que des scientifiques du CSIRO ont développé un élastique presque parfait à partir de la résiline, une protéine élastique qui contribue au saut des puces et au vol des insectes.

### Anciens noms
- 1916–1920 : Advisory Council of Science and Industry
- 1920–1926 : Commonwealth Institute of Science and Industry
- 1926–1949 : Council for Scientific and Industrial Research (CSIR)
- 1949–1986 : Commonwealth Scientific and Industrial Research Organization (CSIRO)
- 1986–présent : Commonwealth Scientific and Industrial Research Organisation (CSIRO)

### Présidents
- Victor Burgmann, de 1977 à 1978.
- Paul Wild, de 1978 à 1985.
- Norman Boardman, de 1985 à 1986.
- Neville Wran, de 1986	à 1991.
- Adrienne Clarke, de 1991 à 1996.
- Charles Allen, de 1996 à 2001.
- Catherine Livingstone, de 2001 à 2006.
- Peter Willcox, en 2007.
- John Stocker, de 2007 à 2010.
- Simon McKeon, de 2010 à 2015.
- David Thodey, de 2015 à 2021.
- Kathryn Fagg,	à partir de 2021.

### Directeurs
- Rachel Makinson : de 1977 à 1982
- Keith Boardman : du 5 décembre 1986 au 4 mars 1990
- John Stocker : du 5 mars 1990 au 4 mars 1995
- Roy Green : du 5 mars 1995 au 4 février 1996
- Malcolm McIntosh : du 3 janvier 1996 au 7 février 2000
- Colin Adam : du 7 février 2000 au 14 janvier 2001
- Geoff Garrett : de 2001 à 2008
- Megan Clark : de 2008 à 2014
- Craig Roy : de 2014 à 2015
- Larry Marshall : de 2015 au 30 juin 2023
- Doug Hilton : depuis le 1er juillet 2023